# Daughter (együttes)
A Daughter indie folk együttes Angliából. Az észak-londoni Elena Tonra (1990. január 15-én született) vezetésével 2010-ben alakultak, amikor a Svájcban született gitáros, Igor Haefeli és a francia Remi Aguilella dobos csatlakozott hozzá. Négy középlemezt és három albumot adtak ki eddig, és jelenleg a Glassnote-hez (Észak-Amerika) és a 4AD-hez (Európa) vannak szerződtetve.
A helyi londoni környéken történő fellépések után után turnéztak, Ben Howard támogatásaképp Európa környékén, és azóta fő turnékon játszottak Észak-Amerikában, Európában és Ausztráliában.

## Életrajz
Az ír – olasz származású Elena Tonra-t Londonban, Northwoodban nevelték fel. A Dublinban született nagyapán keresztül már korán is megtapasztalta a hagyományos ír zenét.
A zene iránti érdeklődés akkor kezdődött, amikor megkapta Jeff Buckley Grace albumának egy példányát. Miután az iskolában zaklatották, írt, hogy "érzelmileg elbánjon az élettel". A 12 éves korában történő iskolaváltás nagy hatással volt, és azóta Tonra „azokról a dolgokról ír, amelyekről nehéz beszélnem felnőttként”.
Tonra zenei karrierjét azzal kezdte, hogy saját neve alatt akusztikus show-kat mutatott be London körül. Később azt mondta, hogy "Ez egyáltalán nem tetszett nekem. Zenészként saját magam tanultam és úgy éreztem, hogy képességeim miatt korlátozott vagyok."  Haefeli részt vett az egyik akusztikus show-n, amelyet Tonra mutatott be, és megállapította, hogy "megvan az a képessége, amely mindenkit behúzott".
A Neuchatelből származó, Haefeli szintén részt vett a London Kortárs Zenei Előadó Intézetében, ahol Tonra-val találkozott egy dalszerzési kurzuson. Haefeli-vel együtt kezdtek fellépni,aki elektromos gitárt adott hozzá. Miután az első demójuk elhiresztelte a zenekart, Daughter önállóan kiadta debütáló középlemezét, a His Young Heart-ot, 2011. április 20-án, amelyet Haefeli házában rögzítettek. Ugyanebben az évben később október 2-án kiadták egy újabb középlemezt, a The Wild Youth-ot, a művészek által vezetett Communion Recordson keresztül. Az utóbbi középlemez dicséretet kapott a Folk's Sake című brit weboldalon, amely Daughtert "a mai pop-táj egyik egyedi hangjának" írja le. A BBC Radio 1 DJ-je, Huw Stephens szintén meghívta őket, hogy előadjanak egy Maida Vale fellépést.
Tonra és Haefeli romantikus kapcsolatba kerültek, és a gitáros ragaszkodott hozzá, hogy "tartsák külön a pár-életüket és az együttesi életet, [mert] Nem akarom, hogy Elena olyan dolgokat is mondjon a dalaiban, amelyek személyesek, mivel a dalszerzőknek széleskörűnek kell lenniük. és nem kell félniük”. Míg Tonra egyetértett azzal, hogy "Igor nem kérdőjelezi meg dalszövegeimet. Művészeti formának tekinti azt, amit mi csinálunk. Természetesen nem próbálja meg újraírni a szavaimat. Soha nem mondom el senkinek, miről szól a dalom, még neki sem. Egyébként úgy érzem, hogy elég közvetlenek. Nem különösebben homályosak."  Tonra és Haefeli véget vetett a kapcsolatuknak a 2013-as If You Leave albumuk megjelenése előtt.
2012-ben, röviddel a londoni 700 férőhelyes bemutató előadása után, Daughter bejelentette szerződtetésüket a 4AD brit kiadóval. Erről szólva, Elena megjegyezte: "Nem lehetnénk ennél boldogabbak,mert együtt dolgozhatunk a 4AD-vel, egy olyan kiadóval, amely olyan sok inspiráló lemezt adott ki, és amelynek karakterjét nagyon nagy tiszteletben tartjuk. Ez valóban kiváltság."  Az első kislemezük, a "Smother", ugyanazon év októberében jelent meg. A BBC Radio 1 és a 6Music egyaránt lejátszotta, miközben Huw Stephenstől, egy régi támogatójuktól a Hét kislemeze díjat kapta. 2012 decemberében a zenekar megjelent a David Letterman Show-n, mielőtt kiadták a kislemezt, amelyet Tonra úgy írt le mint „talán (...) a ló előtti kocsi helyzetének” nevezte.

### If You Leave
A zenekar 2013 márciusában (Norvégiában májusban) adta ki debütáló albumát, a If You Leave -t. Az Egyesült Királyság toplistájának 16. helye mellett a sajtó is kedvezően fogadta; „Egy olyan album mint a szépen kivitelezett If You Leave az egyik olyan album amit az elejétől a végéig követsz, ahogy a történet kibontakozik és szinte vérzik az érzelem belőle. És ezekben a digitális napokban ez figyelemre méltó eredménynek számít "- mondta a Drowned in Sound 9/10-es áttekintésükben  míg a The Fly egy 4/5-es album áttekintésében azt mondta, hogy "Nagyon közeli hangvételű és hegyméretű érzelmi összetétele van". Daughter elnyerte az Év Független Albuma díjat is a 2013. évi AIM Független Zenei Awardson Londonban az If You Leave-vel. A zenekar hosszú turnéval kezdte az album támogatását, és további élő tagként toborzott Luke Saunderset az anyag reprodukciójának biztosítása érdekében. Amint Haefeli elmagyarázta: "Mindent ő játszik, amit nem tudunk játszani, például billentyűsökön, basszust és még néhány gitárt. Nagyon elégedettek voltunk az eredménnyel. Időbe telt, és sok próbálkozást vettünk igénybe, de nagyon elégedettek vagyunk azzal, ahogy a dalok élőben szólnak. A zenekar számos ének- és gitárhatást is használ e hangzás élőben történő eléréséhez.
2014 első két hónapjában az együttes a Távol-Keletre és Ausztrálázsiára utazott, számos showra előadóként a St Jerome's Laneway Fesztivál részeként . Áprilisban Daughter a The National-t támogatta hat észak-amerikai turné idején, miközben bejelentették egy 4AD Sessions középlemez kiadását is, amely Joe Duddell zeneszerzővel való kollaborációjuk. Öt számból áll, amelyeket élőben mutatnak be Portmeirionban, egy nyolc darabos együttessel, amelyet szintén filmre vettek.

### Not to Disappear
2014 szeptemberében a zenekar jelezte, hogy saját londoni stúdiójukban elkezdtek dolgozni a következő albumukon. Haefeli elmagyarázta: "Olyan sok show-t játszottunk, hogy az első album rockosabb lett a színpadon, és ezzel a dinamikával játszunk". 2015. április 6-án Daughter bejelentette, hogy támogatni fogja Ben Howardot egy rövid turnéra az Egyesült Államokban.
2015. szeptember 30-án a zenekar bejelentette, hogy 2016-ban kiadja az új tíz dalos albumot, a Not to Disappear-t, míg az első kislemez. a "Doing the Right Thing" zenei videó formájában érhető el. A Not to Disappear a 4AD által került kiadásra 2016. január 15-én, amelyet 2015 novemberében a "Numbers" második kislemez zenei videója  előzött meg. 2016. július 28-án megjelent a "No Care" című zenei videó.

### Music from Before the StormésEx:Re
2017. szeptember 1-jén Daughter kiadta harmadik albumát, mely a Music From Before the Storm címet viseli. A 13 sávos album elsősorban hangszeres, a Life Is Strange: Before the Storm 2017-es videojáték zenéjének írta.
Elena Tonra 2018 novemberében bejelentette az Ex:Re című, debütáló albumát. Az albumot 2018. november 30-án, az Ex:Re művésznév alatt adta ki a 4AD, első Romance című kislemeze 2018. november 26-án jelent meg.

### Stereo Mind Game
2023 január elején a banda bejelentette legújabb albumukat, Stereo Mind Game-t ami várhatóan Április 7.-én jelenik meg. A bejelentéssel együtt megjelent a Be On Your Way című kislemez amit a Party és a Swim Back követett.

## Tagok
- Elena Tonra – ének, gitár, basszus, zongora
- Igor Haefeli – gitár, basszus, billentyűzet, programozás
- Remi Aguilella – dobok, ütőhangszerek, sampler

## A populáris kultúrában
- Az együttes Youth című dalát a Tour de France reklámjában játszották az ITV4-en ,[29] valamint a norvég Widerøe légitársaság reklámjában.[30] Különböző filmekben és tévéműsorokban is bemutatták, mint a Lovesick,[31] Hosszú út lefelé,[32] A Grace klinika, Cold Feet,[33] Our Girl,[34] Mindörökké,[35][36] Skins, A zöld íjász, The Gifted,[37] Cuffs és az After Life.
- A Touch című dalt a Teen Wolf amerikai fantasy drámasorozat 3. évadjának 6. részében használták . [38]
- A Home című dalt a Grace klinika amerikai orvosi drámasorozat 9. évadjának 4. epizódjában ,[39] Jon Hopkins "Home" remixét pedig a Majd újra lesz nyár című brit filmben játszották le. A dal 2013 októberében jelent meg CD-n.[40]
- A Still című dalt a Hope Klinika második évadának 16. részében játszották.[41]
- A Medicine című dalt egy BBC Original promóciós videójához használták, melynek címe: "Original British Drama: Autumn 2013", első sugárzása 2013 októberében volt.[42] Ezen kívül az amerikai A célszemély amerikai dráma sorozat 3. évadjának 20. részében is felhasználták,[43] és a Hope Klinika második évadának második részében is lejátszották[44]
- A Smother és Medicine című dalokat a Vámpírnaplók amerikai fantasy dráma sorozat 8., 11. és 3. évadának 20. epizódjában használták.[45]
- A Numbers, a Departure és a Dreams of William című dalokat a Life Is Strange: Before The Storm előzetesében használták [46][47] Az utóbbi két dal később bekerült a Music from Before the Storm című albumba, ami a játék zenéje lett.[48]
- A The End című dalt a Netflix Valós halál című sorozatának első epizódjának záró képsoraiban használták.[49]

## Diszkográfia

### Stúdióalbumok
| Cím              | Részletek | Toplistás helyezések | Toplistás helyezések | Toplistás helyezések | Toplistás helyezések | Toplistás helyezések | Toplistás helyezések | Toplistás helyezések | Toplistás helyezések | Toplistás helyezések | Toplistás helyezések |
| Cím              | Részletek | UK                   | AUS                  | BEL (FL)             | TUD                  | FRA                  | GER                  | NL                   | NZ                   | SWI                  | US                   |
| ---------------- | --- | -------------------- | -------------------- | -------------------- | -------------------- | -------------------- | -------------------- | -------------------- | -------------------- | -------------------- | -------------------- |
| If You Leave     | - Kiadva: 2013. március 18. - Kiadó: 4AD - Formátumok: CD, digitális letöltés, LP                               | 16                   | 50                   | 42                   | 21                   | 109                  | 88                   | 44                   | -                    | 65                   | 97                   |
| Not to Disappear | - Megjelent: 2016. január 15. - Kiadó: 4AD - Formátumok: CD, digitális letöltés, LP                             | 17                   | 26                   | 11                   | 20                   | 107                  | 26                   | 32                   | 40                   | 12                   | 80                   |
| Stereo Mind Game | - Megjelent: 2023. április 7. - Kiadó: 4AD, Glassnote - Formáőtum: CD, digitális letöltés, hanglemez, streaming | 12                   | —                    | 32                   | —                    | 169                  | 59                   | —                    | —                    | 31                   | —                    |

### Játékzene / filmzene
| Cím                         | Az album részletei                                                                | Toplistás helyezések | Toplistás helyezések |
| Cím                         | Az album részletei                                                                | BEL (FL)             | SWI                  |
| --------------------------- | --------------------------------------------------------------------------------- | -------------------- | -------------------- |
| Music from Before the Storm | - Kiadva: 2017. szeptember 1. - Kiadó: Glassnote - Formátumok: Digitális letöltés | 93                   | 86                   |

### Középlemezek
| Cím             | Középlemez részletek                                                              |
| --------------- | --------------------------------------------------------------------------------- |
| Demos           | - Megjelent: 2010 [forrás?] - Kiadó: Önálló kiadás - Formátum: digitális letöltés |
| His Young Heart | - Kiadva: 2011. április 20. - Kiadó: Önálló kiadás - Formátum: digitális letöltés |
| The Wild Youth  | - Kiadás dátuma: 2011. október - Kiadó: Communion - Formátum: digitális letöltés  |
| 4AD Sessions    | - Kiadás időpontja: 2014. január 1. - Kiadó: 4AD - Formátum: digitális letöltés   |

### Kislemezek
| Cím                     | Év   | Album                          |
| ----------------------- | ---- | ------------------------------ |
| "Smother"               | 2012 | If You Leave                   |
| "Human"                 | 2013 | If You Leave                   |
| "Youth"                 | 2013 | If You Leave és The Wild Youth |
| "Doing the Right Thing" | 2015 | Not to Disappear               |
| "Numbers"               | 2015 | Not to Disappear               |
| "How"                   | 2016 | Not to Disappear               |
| "No Care"               | 2016 | Not to Disappear               |
| "The End"               | 2016 | Not to Disappear               |
| "Burn It Down"          | 2017 | Music from Before the Storm    |
| "Be On Your Way"        | 2023 | Stereo Mind Game               |
| "Party"                 | 2023 | Stereo Mind Game               |
| "Swim Back"             | 2023 | Stereo Mind Game               |

## Fordítás
Ez a szócikk részben vagy egészben  a   Daughter (band) című angol Wikipédia-szócikk ezen változatának fordításán alapul.  Az eredeti cikk szerkesztőit annak laptörténete sorolja fel. Ez a jelzés csupán a megfogalmazás eredetét és a szerzői jogokat jelzi, nem szolgál a cikkben szereplő információk forrásmegjelöléseként.